# Luincis
Luincis (Luvincis in friulano standard, Luvinças in friulano carnico) è una frazione del comune di Ovaro (UD).
Si trova a 518 m in Val Degano, alla destra orografica del torrente.
In paese si trova la chiesa di Santa Croce e Sant'Elena.